# Molucola antennata
Molucola antennata är en insektsart som först beskrevs av Bolívar, I. 1914.  Molucola antennata ingår i släktet Molucola och familjen gräshoppor. Inga underarter finns listade i Catalogue of Life.